# Coronavirus HKU15
Deltacoronavirus suis
Espèce
Deltacoronavirus suis, aussi appelé coronavirus HKU15 ou coronavirus porcin HKU15 (en anglais : porcine coronavirus HKU15, PorCoV HKU15) voire deltacoronavirus porcin, est un coronavirus de la famille Deltacoronavirus qui infecte les porcs. Il est découvert en 2012 à Hong Kong. Principalement actif l'hiver, il provoque des diarrhées et peut-être des symptômes respiratoires chez les animaux atteints.
PorCoV HKU15 est pour la première fois identifié dans des matières fécales de porcs hongkongais en 2012. Dans les années suivantes, le virus est trouvé au sein de nombreux élevages en Asie de l'Est, Asie du Sud-Est et Amérique du Nord. En 2014, PorCoV HKU15 est identifié chez des porcs atteints de diarrhée en Ohio (États-Unis). Le génome complet de la souche américaine est alors publié. Celle-ci est ensuite trouvée chez des cochons de ferme au Canada.
D'abord trouvé dans des échantillons intestinaux et des selles, il est ensuite isolé dans des prélèvements nasopharyngés. Une étude de l'université de Hong Kong publiée en 2017 montre que le virus a été découvert dans les voies respiratoires de 9,6 % des porcs étudiés (sur une population de 249 porcs), ce qui implique la possibilité d'une transmission aérienne et de symptômes respiratoires en plus des diarrhées. La majorité des prélèvement positifs avaient été collectés en hiver. L'étude montre également la présence de quasi-espèces et le fait que les échantillons asiatiques sont plus diversifiés que les échantillons américains.